# Jiří Müller
Jiří Müller (* 28. prosince 1943 Brno) je český strojní inženýr, disident a politik.

## Život a působení
Studoval strojní inženýrství na Českém vysokém učení technickém v Praze, kde mimo jiné s Lubomírem Holečkem redigoval školní studentský časopis fakulty strojní „Buchar“, avšak roku 1966 byl ze studia vyloučen, protože chtěl založit nekomunistickou studentskou organizaci. Roku 1968 rehabilitován a působil ve studentském hnutí, ale před promocí v roce 1970 byl znovu vyloučen (státní závěrečné zkoušky však předtím úspěšně vykonal a diplomovou práci vedenou odb. as. Ing. Janem Rollem, pozdějším docentem fakulty strojní ČVUT  v Praze a také náměstkem ministra vnitra Jana Rumla, na katedře ekonomiky a řízení úspěšně obhájil). Na uznání titulu si musel však počkat celou dobu „normalizace“ – dvacet let. Promoval roku 1990. V letech 1971–1976 byl vězněn za podvracení republiky a v roce 1977 byl mezi prvními signatáři Charty 77. Roku 1979 se oženil s Bronislavou Koutnou a má s ní dvě děti. V letech 1981–1989 znovu stíhán za politickou činnost.
Po roce 1989 byl jedním z představitelů Občanského fóra, od června do listopadu 1990 ředitelem Úřadu pro ochranu ústavnosti a demokracie (ÚOÚD), v letech 1990–1992 poslancem ČNR, později samostatným podnikatelem. Působí v neziskovém sektoru:
- od roku 1990 předseda Správní rady Vzdělávací nadace Jana Husa,
- v letech 1990–2006 člen Správní rady Nadace Charty 77,
- v letech 1999–2001 člen Správní rady Masarykovy univerzity,
- od roku 2003 člen Správní rady Nadace ADRA.[4]